# 格朗德旺
格朗德旺（法語：Grandevent）是瑞士联邦西部法语区的沃州下设的一个镇。在行政上属于沃州北汝拉区管辖。格朗德旺的总面积为3.45平方公里。截至2010年底，总人口为214。